# Клуб анонімних кілерів
«Клуб анонімних кілерів» (англ. Killers Anonymous) — кримінальний детективний трилер 2019 року виробництва Великої Британії.

## У ролях
| Актор             | Роль         |
| ----------------- | ------------ |
| Томмі Фленаган    | Маркус       |
| Джессіка Альба    | Джейд        |
| Ґері Олдмен       | чоловік      |
| Раєн Ніколь Браун | Еліс         |
| Міанна Берінг     | Джоанна      |
| Майкл Сока        | Леонардо     |
| Ізабель Аллен     | Морган       |
| С'юкі Вотергаус   | Вайолет      |
| Тім Мак-Іннері    | Келвін       |
| Елліотт Ленгрідж  | Бен          |
| Елізабет Морріс   | Крістал      |
| Сем Гезелдайн     | сенатор Кайл |

## Створення фільму

### Виробництво
Зйомки фільму проходили в Лондоні у 2018 році.

### Знімальна група
- Кінорежисер — Мартін Овен
- Сценарист — Мартін Овен, Елізабет Морріс, Сет Джонсон
- Кінопродюсер — Крісті Белл, Метт Вілльямс
- Композитор — Роджер Гоула
- Кінооператор — Говард Геллє
- Кіномонтаж — Стівен Гедлі
- Артдиректор — Кассандра Суріна
- Художник-декоратор — Роуз Констам
- Художник-костюмер — Кейт Форбс
- Підбір акторів — Сем Клейпоул, Шеннон Макханян, Джеремі Циммерманн[2]